# André Heller
André Heller (* 22. března 1947, Vídeň) je rakouský umělec, bývalý žurnalista, zpěvák a herec.
Heller se narodil ve Vídni do bohaté židovské rodiny výrobců sladkostí (Gustav & Wilhelm Heller).
V roce 1967 byl jedním ze zakladatelů Hitradia Ö3, stanice ORF vysílající progresivní populární hudbu, kde spoluuváděl denní program Musicbox.